# Cephalocerodes eremobius
Cephalocerodes eremobius är en tvåvingeart som beskrevs av Hesse 1969. Cephalocerodes eremobius ingår i släktet Cephalocerodes och familjen Mydidae.
Artens utbredningsområde är Namibia. Inga underarter finns listade i Catalogue of Life.